# ميلينا بالداساري
ميلينا بالداساري (ولدت في 16 أكتوبر 2001 في رافينا ، إيطاليا) هي لاعبة جمباز إيقاعي إيطالي فردي فازت بالميدالية الفضية في بطولة العالم للجمباز الإيقاعي 2018. تنافست في دورة الألعاب الأولمبية الصيفية 2020 في جمباز فردي شامل. وتنافست أيضًا في الجمباز الشامل في دوري الألعاب الأولمبية الصيفية 2024 في باريس. وتأهلت لنهائيات الجمباز الإيقاعي الفردي الشامل حيث انهت المسابقة في المركز الثامن في الترتيب النهائي.